# Pacífico metróállomás
A Pacífico egy metróállomás Spanyolország fővárosában, Madridban a madridi metró 1-es és 6-os vonalán.

## Metróvonalak
Az állomást az alábbi metróvonalak érintik:
- 1-es metróvonal
- 6-os metróvonal

## Kapcsolódó állomások
A metróállomáshoz az alábbi állomások vannak a legközelebb:
- Menéndez Pelayo (Pinar de Chamartín, 1-es metróvonal)
- Puente de Vallecas (Valdecarros, 1-es metróvonal)
- Méndez Álvaro (Laguna, 6-os metróvonal, külső hurok, Plaza Elíptica)
- Conde de Casal (Laguna, 6-os metróvonal, belső hurok, Nuevos Ministerios)